# Jason Kasdorf
Jason Kasdorf, född 18 maj 1992, är en kanadensisk professionell ishockeymålvakt som spelar för Buffalo Sabres i National Hockey League (NHL). Han har tidigare spelat på lägre nivåer för RPI Engineers (Rensselaer Polytechnic Institute) i National Collegiate Athletic Association (NCAA) och Des Moines Buccaneers i United States Hockey League (USHL).
Kasdorf draftades i sjätte rundan i 2011 års draft av Winnipeg Jets som 157:e spelaren totalt.